# Bränsleinsprutning

Genomskärningsbild på en bränsleinsprutare.

Bränsleinsprutning innebär att man genom munstycken (spridare), placerade i insugningsrören nära cylindertoppen, sprutar in bränsle i den luft som strömmar in i en förbränningsmotor. Bränsleinsprutning ersatte på 1990-talet förgasare i så gott som alla nytillverkade bensinmotorer för bilar. 
Den första massproducerade personbilen med elektronisk bränsleinsprutning var Volkswagen 1600 av 1968 års modell. Mekanisk bränsleinsprutning hade då förekommit på Mercedes-Benz sedan 1954 (300SL) och på Peugeot sedan 1963. Utvecklingen leddes av Bosch på trettiotalet, och systemet användes på stridsflygplanet Messerschmitt Bf 109 under andra världskriget.
Bränslemängden kan regleras med trycket till spridaren, insprutningstid eller båda.
Att upprätta ett konstant bränsletryck och reglera insprutningstiden ger en mycket exakt bränslemängd. Ett konstant bränsletryck upprättas mellan en pump och en bränsletrycksregulator. Detta tryck som kan vara runt 3 bar eller 50 psi ligger på spridarna som innehåller ventiler som öppnas och stängs med elektriska signaler. Ventilerna har två lägen; av och på och styrs av styrboxen.
Styrboxen är en mikroprocessorstyrd enhet som tar emot signaler från givare och styr bränsle/luft-blandning, tändning, kamförställning, instrument, färddator, farthållare med mera, beroende på hur avancerad den är.

## Bränsleinsprutningens fördelar
Den främsta fördelen med bränsleinsprutning är att systemet doserar bränslet mer exakt än en förgasare. Därför kan motorn anpassa sig till olika driftförhållanden (temperatur, belastning med mera) och alltid få rätt mängd bränsle. Detta ger jämnare gång och mindre avgasutsläpp. Även insugningsröret kan utformas gynnsammare än med förgasare, med en ökning av motorns vridmoment som resultat.

## Några vanliga givare
- Luftmassemätare
- MAP-sensor
- Vevaxellägesgivare
- Kamaxellägesgivare
- Lambdasond
- Insugningsluftstemperaturgivare
- Motortemperaturgivare
- Spjällägesgivare

Att variera både tryck och insprutningstid innebär oftast att tryckregulatorn styrs av ett undertryck som hämtas via slang någonstans från insugningsröret.
Att endast variera trycket förekommer i vissa äldre, mekaniska bränsleinsprutningssystem. 
En spridare kan förse en eller flera cylindrar med bränsle till bränsle/luft-blandningen.

## Utveckling
De bästa mekaniska Boschsystemen från sextiotalet var mycket avancerade, varje cylinder får bränsle individuellt vid exakt rätt tillfälle. Dessa insprutningspumpar var mycket dyra att tillverka och ersattes successivt på sjuttiotalet av de billigare elektroniska systemen.
Att varje cylinder får bränsle vid exakt rätt tidpunkt har först på åttiotalet blivit vanligt, då på grund av ökade krav på låga emissioner.
Sjuttiotalets elektroniska insprutningssystem sprutar vanligen gruppvis, till exempel 3+3, eller 4+4 på en V8. 
Riktigt enkla system har också använts, till exempel TBI på GM-bilar från åttiotalet. Där sprutas bränslet in centralt på ett ställe i insugningsröret. Undantag under elektronikeran finns, till exempel Bosch K-jetronic som användes flitigt under ett antal år, ett enkelt system där visserligen varje cylinder får bränsle individuellt, men bränslet sprutas in kontinuerligt oavsett kolvens och ventilens läge. Ett liknande system användes redan på femtiotalet av GM i ett mycket begränsat antal bilar.
Gasoline direct injection är en speciell teknik för direktinsprutning i bensinmotorer och som utvecklades av Mitsubishi 1996. Se även Hesselmanmotor. GDI används även av VAG-koncernen (Volkswagen, Audi, Škoda m.fl.). En liknande teknik kallas Fuel stratified injection, FSI, som utvecklats av Audi.